# 과남풀
과남풀(Gentiana triflora var. japonica)은 한국·만주·일본·동부 시베리아 등지에 분포하는 여러해살이풀로 높이는 30-80cm이며 초용담이라고도 한다. 뿌리줄기는 굵고 원줄기는 곧게 서며 털은 없으며 다소 흰색이 도는데 뿌리잎은 없다. 밑부분의 잎은 비늘 같으며 위로 올라갈수록 점차 커져서 길이 5-15cm, 너비 1-2.5cm로 되며 3맥이 있고 가장자리에 잔돌기가 거의 없다. 꽃은 7-8월에 하늘색으로 피며 가지 끝에서 3개가 달리지만 잎겨드랑이에 달리는 것도 있다. 화관은 윗부분이 5개로 갈라져 수평으로 퍼지며 꽃받침통은 길이 12-15mm이고 조각은 불규칙하며 곧게 선다. 열매는 삭과로 피침형이고 종자는 그물 같은 무늬가 있으며 양끝에 꼬리 같은 돌기가 있다.
일본에서 용담과 함께 원예용 절화 품종이 많이 개발되었고, 우리나라에서도 여름철 절화로 많이 이용하고 있다.  